# Strzępiak zielonawogarbkowy

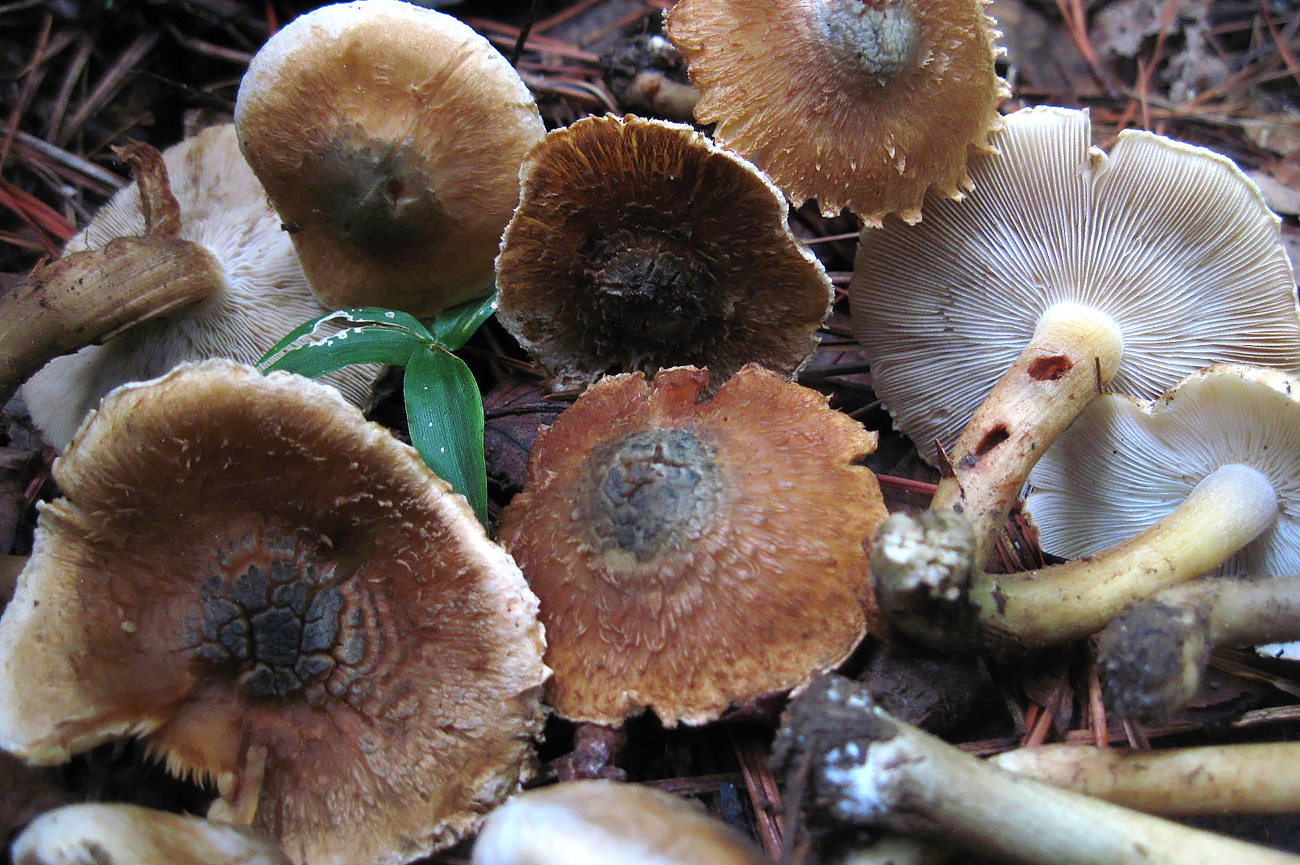

Strzępiak zielonawogarbkowy, strzępiak kokoryczowy (Inocybe corydalina Quél.) – gatunek grzybów należący do rodziny strzępiakowatych (Inocybaceae).

## Systematyka i nazewnictwo
Pozycja w klasyfikacji według Index Fungorum: Inocybe, Inocybaceae, Agaricales, Agaricomycetidae, Agaricomycetes, Agaricomycotina, Basidiomycota, Fungi.
Synonimy:
- Agaricus albidulus Britzelm. 1885
- Agaricus corydalinus (Quél.) Pat. 1886
- Agaricus corydalinus var. roseolus Pat. 1886
- Inocybe albidula (Britzelm.) Sacc. 1887
- Inocybe corydalina f. albidula (Britzelm.) R. Heim 1931
- Inocybe corydalina f. griseola R. Heim 1931
- Inocybe corydalina var. albidopallens J.E. Lange 1938)

Nazwę polską strzępiak kokoryczowy podał Andrzej Nespiak w 1990 r., Władysław Wojewoda w 2003 r. zaproponował nazwę strzępiak zielonawogarkowy.

## Morfologia
Kapelusz
Średnica 4–7 cm, początkowo stożkowato-wypukły, potem płaski z garbkiem, czasami promieniście popękany. Brzeg cienki, czasami podcięty. Powierzchnia sucha, delikatnie włókienkowata, czasami drobno łuseczkowata. Początkowo białawy, potem jasnopłowy z zielonawym odcieniem na środku.
Blaszki
Zatokowato wycięte lub prawie wolne, cienkie, gęste i szerokie. Początkowo białawe, potem szaropłowe, w końcu jasnocynamonowe. Ostrza jasne, nierówne.
Trzon
Wysokość zwykle 3–8 cm, walcowaty, mięsisty, czasami z niewielką bulwką. Powierzchnia o barwie od białej do białooliwkowej, na środku delikatnie włókienkowata, na szczycie oprószona.
Miąższ
O barwie od białej do białożółtawej i silnym zapachu kwiatowym podobnym do zapachu kokoryczy pustej. Smak łagodny.
Cechy mikroskopowe
Zarodniki owalno-migdałkowate, czasami z dzióbkiem, często trapezoidalne lub wieloboczne, gładkie, 7,5–10 × 5–6 µm. Podstawki o wymiarach 28–30 × 10–15 µm, z czterema sterygmami, rzadko z dwoma. Bazydiole o wymiarach 28–35 × 10–15 µm występują grupami. Pomiędzy nimi na powierzchni blaszek tworzą się wrzecionowate lub pękate metuloidy o cienkich ścianach i wymiarach 45–55 × 10–15 µm. Mają cienkie ściany, czasem z kryształkami na szczycie.

## Występowanie i siedlisko
Strzępiak zielonawogarbkowy występuje w Europie, Ameryce Północnej i na Nowej Zelandii. W piśmiennictwie naukowym na terenie Polski do 2003 r. podano 3 stanowiska, wszystkie na podłożu wapiennym. Więcej stanowisk i bardziej aktualnych znajduje się w internetowym atlasie grzybów. Jest w nim zaliczony do grzybów chronionych i rzadkich.
Grzyb mikoryzowy. Występuje na ziemi w lasach iglastych i liściastych wśród opadłych liści i igliwia, zwłaszcza na glebach wapiennych. Najczęściej spotykany pod grabami, bukami, dębami i świerkami. Owocniki zazwyczaj od czerwca do września.

## Gatunki podobne
Według R. Heima I. corydalina jest jego podgatunkiem strzępiaka gruszkowonnego (Inocybe pyriodora). U I. pyriodora miąższ po uszkodzeniu różowieje.